# Alejandro Casona
Alejandro Rodríguez Álvarez, cunoscut sub pseudonimul Alejandro Casona (n. 23 martie 1903 — d. 17 septembrie 1965) a fost un dramaturg și poet spaniol. Datorită politicii dictatoriale a lui Francisco Franco, a fost nevoit să se exileze în Argentina, unde a trăit în perioada 1937 - 1963. Caracteristica principală a operei sale o constituie transfigurarea lirică, amestecul de real și fantastic, de umor și poezie.

## Opera

### Dramaturgie
- 1934: Sirena împotmolită („La sirena varada”)
- 1935: Misterul Mariei Celeste („El misterio de María Celeste”)
- 1935: Încă o dată diavolul („Otra vez el diablo”)
- 1937: Interzis să te sinucizi primăvara („Prohibido suicidarse en primavera”)
- 1944: Doamna zorilor („La dama del alba”)
- 1949: Copacii mor în picioare („Los árboles mueren de pie”)
- 1953: Un înger fără rușine („Un ángel sin pudor”)
- 1955: Cununa de iubire și moarte („Corona de amor y muerte”)
- 1957: Casa cu șapte balcoane („La casa de los siete balcones”)
- 1961: Trei diamante și o femeie („Tres diamantes y una mujer”)
- 1962: Scrisoarea de dragoste a unei călugărițe portugheze („Carta de amor de una monja portuguesa”)

### Poezie
- 1920: „La empresa del Ave María”
- 1926: „El peregrino de la barba florida”
- 1930: „La flauta del sapo”

### Eseuri
- 1926: Diavolul în literatură și în arte („El diablo en la literatura y en el arte”)
- Viața lui Francisco Pizarro („Vida de Francisco Pizarro”)

### Literatură pentru copii
- 1932: Floare de legende („Flor de leyendas”)